# Lisandro Martínez
Lisandro Martínez (Gualeguay, 18 januari 1998) is een Argentijns voetballer die doorgaans speelt als centrale verdediger. In juli 2022 verruilde hij Ajax voor Manchester United. Martínez maakte in 2019 zijn debuut in het Argentijns voetbalelftal, waarmee hij in 2022 wereldkampioen werd.

## Clubcarrière

### Newell's Old Boys
Martínez speelde in de jeugd van Club Urquiza en Club Libertad, waarna hij in 2014 overstapte naar de opleiding van Newell's Old Boys. Voor deze club maakte hij zijn debuut op 27 juni 2017. Op die dag werd met 0–2 verloren van Godoy Cruz door doelpunten van Santiago García en Javier Correa. Martínez mocht van coach Juan Pablo Vojvoda in de basis beginnen en speelde het gehele duel mee.

### Defensa y Justicia
Voorafgaand aan het seizoen 2017/18 werd de centrumverdediger gehuurd door Defensa y Justicia. Na één seizoen besloot deze club om hem definitief over te nemen, voor circa 725 duizend euro. Martínez zette zijn handtekening onder een verbintenis voor de duur van drie seizoenen.

### Ajax
Op 20 mei 2019 werd bekend dat Martínez Defensa y Justicia verruilde voor Ajax, waar hij een contract tekende tot medio 2023. Martínez maakte op 27 juli zijn officiële debuut voor Ajax, toen in de strijd om de Johan Cruijff Schaal 2019 gespeeld werd tegen PSV. Door doelpunten van Kasper Dolberg en Daley Blind won de Amsterdamse club met 2–0. Martínez mocht het gehele duel meespelen van coach Erik ten Hag. Ook tijdens de hierop volgende wedstrijden behield hij zijn plaats in de basis; eerst als centrale verdediger, en daarna als controlerende middenvelder op de positie die een seizoen eerder door Frenkie de Jong werd ingevuld. Op 17 september maakt hij tegen Lille zijn debuut in de UEFA Champions League. Op 28 september maakt hij tegen FC Groningen zijn eerste doelpunt in de Eredivisie.
In de eerste helft van seizoen 2020/21 stond hij, in tegenstelling tot het voorgaande seizoen, meestal niet meer in de basisopstelling. De drie posities waarvoor Martinez in aanmerking kwam, werden doorgaans bezet door Ryan Gravenberch (controlerende middenvelder), Daley Blind (linker centrale verdediger) en Nicolás Tagliafico (linksback). Vanaf de winterstop stond Martinez vaak wel weer in de basis als centrale verdediger, als duo met Jurriën Timber. Tijdens de eerste vijftien wedstrijden in de Eredivisie in seizoen 2021/22 kreeg deze verdediging slechts twee doelpunten tegen. Met Ajax won hij alle zes wedstrijden in de poulefase van de UEFA Champions League. Aan het einde van het seizoen verkozen de Ajax-supporters hem tot Ajacied van het jaar.

### Manchester United
In de zomer van 2022 vertrok coach Ten Hag naar Manchester United en hij besloot Martínez mee te nemen. De Argentijn kwam voor een bedrag van vierenvijftig miljoen euro over. Met bonussen zou dit bedrag met tien miljoen kunnen oplopen. Hij tekende voor vijf seizoenen in Engeland. In zijn eerste maand in Manchester werd hij verkozen tot speler van de maand van de club. In april 2023 liep hij een voetblessure op, wat hem opnieuw overkwam in september 2023. Zodoende moest hij het slot van het seizoen 2022/23 en de gehele eerste helft van de jaargang erop missen. Na zijn terugkeer in januari 2024 raakte hij een maand later opnieuw geblesseerd. Martínez keerde terug in de finale van de FA Cup tegen Manchester City. Deze werd met 2–1 gewonnen. Begin februari 2025 liep de Argentijn een gescheurde kruisband op, waardoor er een vervroegd einde aan zijn seizoen kwam.

## Clubstatistieken
| Seizoen | Club                 | Competitie       | Competitie | Competitie | Beker | Beker | Internationaal | Internationaal | Totaal | Totaal |
| Seizoen | Club                 | Competitie       | Wed.       | Dlp.       | Wed.  | Dlp.  | Wed.           | Dlp.           | Wed.   | Dlp.   |
| ------- | -------------------- | ---------------- | ---------- | ---------- | ----- | ----- | -------------- | -------------- | ------ | ------ |
| 2016/17 | Newell's Old Boys    | Primera División | 1          | 0          | 0     | 0     | —              | —              | 1      | 0      |
| 2017/18 | → Defensa y Justicia | Primera División | 21         | 1          | 2     | 0     | 2              | 0              | 25     | 1      |
| 2018/19 | Defensa y Justicia   | Primera División | 25         | 2          | 2     | 0     | 7              | 0              | 34     | 2      |
| 2019/20 | Ajax                 | Eredivisie       | 24         | 2          | 5     | 0     | 12             | 0              | 41     | 2      |
| 2020/21 | Ajax                 | Eredivisie       | 26         | 3          | 5     | 0     | 11             | 0              | 42     | 3      |
| 2021/22 | Ajax                 | Eredivisie       | 24         | 1          | 5     | 0     | 8              | 0              | 37     | 1      |
| 2022/23 | Manchester United    | Premier League   | 27         | 1          | 8     | 0     | 10             | 0              | 45     | 1      |
| 2023/24 | Manchester United    | Premier League   | 11         | 0          | 2     | 0     | 1              | 0              | 14     | 0      |
| 2024/25 | Manchester United    | Premier League   | 20         | 2          | 4     | 0     | 8              | 0              | 32     | 2      |
| Totaal  | Totaal               | Totaal           | 179        | 12         | 33    | 0     | 59             | 0              | 271    | 12     |

Bijgewerkt op 6 februari 2025.

## Interlandcarrière
Martínez maakte zijn debuut in het Argentijns voetbalelftal op 22 maart 2019, toen een vriendschappelijke wedstrijd tegen Venezuela met 3–1 verloren werd. José Salomón Rondón, Jhon Murillo en Josef Martínez zorgden voor de Venezolaanse treffers en namens Argentinië scoorde Lautaro Martínez. Lisandro Martínez mocht van bondscoach Lionel Scaloni in de basis beginnen en hij speelde de volledige negentig minuten mee. De andere debutanten dit duel waren Gonzalo Montiel, Matías Suárez (beiden River Plate) en Domingo Blanco (eveneens Defensa y Justicia). Ruim twee jaar later, op 4 juni 2021, debuteerde hij tegen Chili in een officiële wedstrijd voor zijn land. Martínez behoorde tot de Argentijnse selectie voor de Copa América 2021, welke gewonnen werd door Brazilië in de finale te verslaan. Martínez kreeg alleen speeltijd in de groepswedstrijd tegen Bolivia.
In oktober 2022 werd Martínez door Scaloni opgenomen in de voorselectie van Argentinië voor het WK 2022. Hij werd drie weken later ook opgenomen in de definitieve selectie. Tijdens dit WK werd Argentinië wereldkampioen door Frankrijk in de finale te verslaan na strafschoppen. Eerder werd een groep met Saoedi-Arabië, Mexico en Polen overleefd en werden Australië, Nederland en Kroatië in de knock-outfase uitgeschakeld. Martínez speelde in vijf wedstrijden mee, maar kwam in de finale niet in actie. Zijn toenmalige clubgenoten Tyrell Malacia (Nederland), Luke Shaw, Harry Maguire, Marcus Rashford (allen Engeland), Christian Eriksen (Denemarken), Raphaël Varane (Frankrijk), Casemiro, Fred, Antony (allen Brazilië), Diogo Dalot, Cristiano Ronaldo, Bruno Fernandes (allen Portugal) en Facundo Pellistri (Uruguay) waren ook actief op het toernooi.
Ook voor de Copa América 2024 maakte Martínez onderdeel uit van de selectie van Argentinië. In de groepsfase won Argentinië van Canada (2–0), Chili (0–1) en Peru (2–0), waardoor de groep gewonnen werd. Daarna werden achter elkaar Ecuador (1–1, 4–2 na strafschoppen) en Canada (opnieuw 2–0) verslagen. In de finale was Argentinië met 1–0 te sterk voor Colombia. Martínez speelde alleen tegen Peru niet mee en maakte tegen Ecuador zijn eerste interlanddoelpunt. Zijn toenmalige clubgenoot Alejandro Garnacho (eveneens Argentinië) was eveneens actief op het toernooi.
| Interlands van Lisandro Martínez voor Argentinië | Interlands van Lisandro Martínez voor Argentinië | Interlands van Lisandro Martínez voor Argentinië | Interlands van Lisandro Martínez voor Argentinië | Interlands van Lisandro Martínez voor Argentinië | Interlands van Lisandro Martínez voor Argentinië | Interlands van Lisandro Martínez voor Argentinië |
| №                                                | Datum                                            | Wedstrijd                                        | Uitslag                                          | Competitie                                       | Goals                                            |                                                  |
| Als speler bij Defensa y Justicia                | Als speler bij Defensa y Justicia                | Als speler bij Defensa y Justicia                | Als speler bij Defensa y Justicia                | Als speler bij Defensa y Justicia                | Als speler bij Defensa y Justicia                | Als speler bij Defensa y Justicia                |
| ------------------------------------------------ | ------------------------------------------------ | ------------------------------------------------ | ------------------------------------------------ | ------------------------------------------------ | ------------------------------------------------ | ------------------------------------------------ |
| 1                                                | 22 maart 2019                                    | Venezuela – Argentinië                           | 3 – 1                                            | Vriendschappelijk                                |                                                  |                                                  |
| Als speler bij Ajax                              |                                                  |                                                  |                                                  |                                                  |                                                  |                                                  |
| 2                                                | 3 juni 2021                                      | Argentinië – Chili                               | 1 – 1                                            | WK 2022 kwalificatie                             |                                                  |                                                  |
| 3                                                | 28 juni 2021                                     | Argentinië – Bolivia                             | 4 – 1                                            | Copa América 2021                                |                                                  |                                                  |
| 4                                                | 16 november 2021                                 | Argentinië – Brazilië                            | 0 – 0                                            | WK 2022 kwalificatie                             |                                                  |                                                  |
| 5                                                | 27 januari 2022                                  | Chili – Argentinië                               | 1 – 2                                            | WK 2022 kwalificatie                             |                                                  |                                                  |
| 6                                                | 1 februari 2022                                  | Argentinië – Colombia                            | 1 – 0                                            | WK 2022 kwalificatie                             |                                                  |                                                  |
| 7                                                | 5 juni 2022                                      | Estland – Argentinië                             | 0 – 5                                            | Vriendschappelijk                                |                                                  |                                                  |
| Als speler bij Manchester United                 |                                                  |                                                  |                                                  |                                                  |                                                  |                                                  |
| 8                                                | 23 september 2022                                | Argentinië – Honduras                            | 3 – 0                                            | Vriendschappelijk                                |                                                  |                                                  |
| 9                                                | 27 september 2022                                | Jamaica – Argentinië                             | 0 – 3                                            | Vriendschappelijk                                |                                                  |                                                  |
| 10                                               | 16 november 2022                                 | Verenigde Arabische Emiraten – Argentinië        | 0 – 5                                            | Vriendschappelijk                                |                                                  |                                                  |
| 11                                               | 22 november 2022                                 | Argentinië – Saoedi-Arabië                       | 1 – 2                                            | WK 2022                                          |                                                  |                                                  |
| 12                                               | 26 november 2022                                 | Argentinië – Mexico                              | 2 – 0                                            | WK 2022                                          | 87'                                              |                                                  |
| 13                                               | 3 december 2022                                  | Argentinië – Australië                           | 2 – 1                                            | WK 2022                                          |                                                  |                                                  |
| 14                                               | 9 december 2022                                  | Nederland – Argentinië                           | 2 – 2 (3 – 4 n.s.)                               | WK 2022                                          |                                                  |                                                  |
| 15                                               | 13 december 2022                                 | Argentinië – Kroatië                             | 3 – 0                                            | WK 2022                                          |                                                  |                                                  |
| 16                                               | 23 maart 2023                                    | Argentinië – Panama                              | 2 – 0                                            | Vriendschappelijk                                |                                                  |                                                  |
| 17                                               | 9 juni 2023                                      | Argentinië – Ecuador                             | 1 – 0                                            | Vriendschappelijk                                |                                                  |                                                  |
| 18                                               | 14 juni 2023                                     | Argentinië – Guatemala                           | 4 – 1                                            | Vriendschappelijk                                |                                                  |                                                  |
| 19                                               | 20 juni 2024                                     | Argentinië – Canada                              | 2 – 0                                            | Copa América 2024                                |                                                  |                                                  |
| 20                                               | 25 juni 2024                                     | Chili – Argentinië                               | 0 – 1                                            | Copa América 2024                                |                                                  |                                                  |
| 21                                               | 4 juli 2024                                      | Argentinië – Ecuador                             | 1 – 1 (4 – 2 n.s.)                               | Copa América 2024                                | 35'                                              |                                                  |
| 22                                               | 9 juli 2024                                      | Argentinië – Canada                              | 2 – 0                                            | Copa América 2024                                |                                                  |                                                  |
| 23                                               | 14 juli 2024                                     | Argentinië – Colombia                            | 1 – 0 n.v.                                       | Copa América 2024                                |                                                  |                                                  |
| 24                                               | 5 september 2024                                 | Argentinië – Chili                               | 3 – 0                                            | WK 2026 kwalificatie                             |                                                  |                                                  |
| 25                                               | 10 september 2024                                | Colombia – Argentinië                            | 2 – 1                                            | WK 2026 kwalificatie                             |                                                  |                                                  |
| 26                                               | 15 oktober 2024                                  | Argentinië – Bolivia                             | 6 – 0                                            | WK 2026 kwalificatie                             |                                                  |                                                  |

Bijgewerkt op 6 februari 2025.

## Erelijst
| Competitie                     |        |                  |      |      |
| Competitie                     | Aantal | Jaren            |      |      |
| Ajax                           | Ajax   | Ajax             | Ajax | Ajax |
| ------------------------------ | ------ | ---------------- | ---- | ---- |
| Eredivisie                     | 2      | 2020/21, 2021/22 |      |      |
| KNVB Beker                     | 1      | 2020/21          |      |      |
| Johan Cruijff Schaal           | 1      | 2019             |      |      |
| Manchester United              |        |                  |      |      |
| FA Cup                         | 1      | 2023/24          |      |      |
| EFL Cup                        | 1      | 2022/23          |      |      |
| Argentinië                     |        |                  |      |      |
| FIFA WK                        | 1      | 2022             |      |      |
| CONMEBOL Copa América          | 2      | 2021, 2024       |      |      |
| CONMEBOL–UEFA Cup of Champions | 1      | 2022             |      |      |